# ハジ・レシ
ハジ・レシ（アルバニア語: Haxhi Lleshi、1913年5月1日 - 1998年1月1日）は、アルバニアの軍人、政治家。アルバニア社会主義人民共和国第2代人民議会幹部会議長。

## 生涯
1913年、アルバニア北東部のディブラ県生。1943年4月にアルバニア共産党(1948年にアルバニア労働党と改名）に入党。大戦中にはパルチザンの構成員の一人でもあった。1944年より3年間臨時政府の内務部長（内務大臣に相当）を務める。
1953年に人民議会にて、国家元首にあたる人民議会幹部会議長に選出。しかし、これは名目上であり、実際の政治の実権はエンヴェル・ホッジャ（アルバニア労働党第一書記）にあった。その後1982年まで国家元首職にとどまったのち、同職をラミズ・アリアに譲って引退した。権力闘争や粛清が相次いだアルバニア指導部の中では例外的な存在であった。
共産主義政権崩壊後の1995年12月に軟禁され、翌年5月24日、「政権時代の人道を無視した大量虐殺」の罪名で終身刑となり、1998年に死去した。
| 公職                      | 公職                                                               | 公職                |
| ------------------------- | ------------------------------------------------------------------ | ------------------- |
| 先代 オマール・ニシャーニ | アルバニア社会主義人民共和国 人民議会幹部会議長 第2代：1953 - 1982 | 次代 ラミズ・アリア |